# Polymerurus magnus
Polymerurus magnus är en djurart som tillhör fylumet bukhårsdjur, och som beskrevs av Visvesvara 1963. Polymerurus magnus ingår i släktet Polymerurus och familjen Chaetonotidae.
Artens utbredningsområde är Indiska oceanen. Inga underarter finns listade i Catalogue of Life.